# 2019年アゼルバイジャングランプリ
2019年アゼルバイジャングランプリ (2019 Azerbaijan Grand Prix) は、2019年のF1世界選手権第4戦として、2019年4月28日にバクー市街地コースで開催された。
正式名称は「FORMULA 1 SOCAR AZERBAIJAN GRAND PRIX 2019」。

## レース前
本レースでピレリが用意するドライタイヤのコンパウンドは、ハード(白)：C2、ミディアム(黄)：C3、ソフト(赤)：C4。
ホンダは、前戦中国GPでダニール・クビアト（トロ・ロッソ）のパワーユニット(PU)にトラブルが発生したため、開発拠点のHRD Sakuraで解析した結果、エンジン(ICE)に品質管理上の課題が確認されたことから、レッドブルとトロ・ロッソの両チーム全4台に対し、スペック2のICEに交換することを決めた。トロ・ロッソ勢は前戦中国GPでもICEを交換しているため、早くも年間使用基数の3基に達した。フェラーリも第2戦バーレーンGPでシャルル・ルクレールのコントロールエレクトロニクス(CE)のトラブルが発生した件により、フェラーリとハースは次の中国GPで新スペックのCEに交換したが、アルファロメオは交換を見送った結果、予選でアントニオ・ジョヴィナッツィのCEにトラブルが発生して走行できず、決勝は従来スペックのCEに交換した。アルファロメオも本レースで新スペックのCEに交換することになり、ジョヴィナッツィのCEが年間使用基数の2基を上回る3基となったため、10グリッド降格ペナルティを受ける。

## エントリーリスト
前戦中国GPから変更なし。

## フリー走行
金曜午前のFP1開始から13分後、ジョージ・ラッセル（ウィリアムズ）が走行中にマンホールの蓋（ドレインカバー）を踏んでしまい、その蓋がマシンに4Gの衝撃でぶつかりダメージを受け、コース上にはデブリが散らばりセッションは赤旗中断となる。この手の蓋の外れるトラブルをバクー市街地コースは過去に2016年ヨーロッパグランプリにも起こしており、改善の難所となったままである。ラッセルのマシンを撤去して赤旗が解除され黄旗に変わったが、コース上にあるすべてのマンホールの蓋が安全な状態であることを確認する必要が生じたため、ラッセルのアクシデントから15分後にセッションは終了した。ラッセルの車は大破したモノコックの交換が必要となり、午後のFP2も走行できなくなった。また、フロアが壊れたラッセルのマシンを載せてピットへ戻ってきた回収車のクレーンがコースをまたぐように設置された歩道橋に接触するハプニングが発生。これによるマシンダメージはなかったが、開幕から最下位に低迷しているウィリアムズにとって不運が重なる結果となった。クレア・ウィリアムズ副代表は、このアクシデントで生じた損害は数十万ポンド（数千万円）に及ぶ見込みとしている。
コース上の全てのマンホールを確認し終わり、FP1の後に開催するF2の予選は30分遅れとなったが、午後のFP2は予定通り行われた。ルクレールがマシンをバリアにヒットさせつつも1分43秒598の最速タイムを出した直後、ランス・ストロール（レーシング・ポイント）がターン2を曲がりきれずにクラッシュしたことによる赤旗が出され、セッションは10分間中断する。パワーステアリング周りにトラブルが出たクビアトは45分遅れでコースインしたが、ターン7でクラッシュして再び10分間の赤旗中断となった。FP2もフェラーリ勢が好調で、FP1に続いてルクレールが1分42秒872のベストタイムを出した。ホンダがスペック2を投入したトロ・ロッソ勢もクビアトはクラッシュしたものの6番手、チームメイトのアレクサンダー・アルボンも8番手と好調で、レッドブルはマックス・フェルスタッペンが4番手であったが、ピエール・ガスリーはFIAの重量測定の指示に従わなかったため、決勝はピットレーンからスタートする裁定が下された。
土曜午前のFP3もフェラーリ勢が1-2位を占め、ルクレールが1分41秒604でトップタイム。ガスリーは最下位であったが、ピットレーンスタートが決まっているため決勝での追い上げを考えてロングラン重視の走りに徹したことによる。

## 予選
2019年4月27日 17:00 AZT(UTC+4) 
バルテリ・ボッタスが2戦連続のポールポジションを獲得。ルイス・ハミルトンが続いてメルセデスがフロントローを独占した。FP3まで好調だったフェラーリ勢はシャルル・ルクレールがQ2でのクラッシュにより10番手、セバスチャン・ベッテルもメルセデス勢に及ばず3番手と振るわなかった。
既にピットレーンスタートが決まっているピエール・ガスリーがQ1でトップタイムを記録したが、予選後に燃料質量流量が100kg/hを超えていたことが判明したため失格となった。ただしピットレーンスタートに変わりはなく、実質的な影響はない。Q1終了間際にロバート・クビサがターン8でクラッシュし、マシンの撤去とデブリの除去、バリアの修復により赤旗が出されて終了した、Q2でもルクレールが同じターン8でクラッシュし、再び赤旗中断となる。フリー走行から好調さをアピールしていたルクレールは「僕はバカだ、バカだ……」と悔しさを露わにした。2回の赤旗中断によりQ3は50分遅れで開始され、2時間に渡る長い予選となった。
予選終了後、キミ・ライコネンがフロントウイングのレギュレーション違反があると判断され、予選結果が抹消によりピットレーンスタートとなり、クビサはグリッド最後尾かピットレーンスタートを選ぶことができたため、ピットレーンスタートを選択した。これにより、ピットレーンスタートが3台となったが、ペナルティの関係からクビサ-ライコネン-ガスリーの順でスタートすることとなる。

### 結果
| 順位                | No. | ドライバー                   | コンストラクター                   | Q1       | Q2       | Q3       | Grid |
| ------------------- | --- | ---------------------------- | ---------------------------------- | -------- | -------- | -------- | ---- |
| 1                   | 77  | バルテリ・ボッタス           | メルセデス                         | 1:42.026 | 1:41.500 | 1:40.495 | 1    |
| 2                   | 44  | ルイス・ハミルトン           | メルセデス                         | 1:41.614 | 1:41.580 | 1:40.554 | 2    |
| 3                   | 5   | セバスチャン・ベッテル       | フェラーリ                         | 1:42.042 | 1:41.889 | 1:40.797 | 3    |
| 4                   | 33  | マックス・フェルスタッペン   | レッドブル-ホンダ                  | 1:41.727 | 1:41.388 | 1:41.069 | 4    |
| 5                   | 11  | セルジオ・ペレス             | レーシング・ポイント-BWTメルセデス | 1:42.249 | 1:41.870 | 1:41.593 | 5    |
| 6                   | 26  | ダニール・クビアト           | トロ・ロッソ-ホンダ                | 1:42.324 | 1:42.221 | 1:41.681 | 6    |
| 7                   | 4   | ランド・ノリス               | マクラーレン-ルノー                | 1:42.371 | 1:42.084 | 1:41.886 | 7    |
| 8                   | 99  | アントニオ・ジョヴィナッツィ | アルファロメオ-フェラーリ          | 1:42.140 | 1:42.381 | 1:42.424 | 17 1 |
| 9                   | 16  | シャルル・ルクレール         | フェラーリ                         | 1:41.426 | 1:41.995 | No Time  | 8    |
| 10                  | 55  | カルロス・サインツ           | マクラーレン-ルノー                | 1:41.936 | 1:42.398 |          | 9    |
| 11                  | 3   | ダニエル・リカルド           | ルノー                             | 1:42.486 | 1:42.477 |          | 10   |
| 12                  | 23  | アレクサンダー・アルボン     | トロ・ロッソ-ホンダ                | 1:42.154 | 1:42.494 |          | 11   |
| 13                  | 20  | ケビン・マグヌッセン         | ハース-フェラーリ                  | 1:42.382 | 1:42.699 |          | 12   |
| 14                  | 18  | ランス・ストロール           | レーシング・ポイント-BWTメルセデス | 1:42.630 |          |          | 13   |
| 15                  | 8   | ロマン・グロージャン         | ハース-フェラーリ                  | 1:43.407 |          |          | 14   |
| 16                  | 27  | ニコ・ヒュルケンベルグ       | ルノー                             | 1:43.427 |          |          | 15   |
| 17                  | 63  | ジョージ・ラッセル           | ウィリアムズ-メルセデス            | 1:45.062 |          |          | 16   |
| 18                  | 88  | ロバート・クビサ             | ウィリアムズ-メルセデス            | 1:45.455 |          |          | PL 2 |
| 107% time: 1:48.428 |     |                              |                                    |          |          |          |      |
| DSQ                 | 7   | キミ・ライコネン             | アルファロメオ-フェラーリ          | 1:42.059 | 1:42.082 | 1:43.068 | PL 3 |
| DSQ                 | 10  | ピエール・ガスリー           | レッドブル-ホンダ                  | 1:41.335 | No Time  |          | PL 4 |
| ソース:             |     |                              |                                    |          |          |          |      |

追記
- ^1 - ジョヴィナッツィはFP1でパワーユニットのエレメント（3基目のコントロールエレクトロニクス(CE)）が年間使用基数を超えたため10グリッド降格[18][4]
- ^2 - クビサは予選終了後にパルクフェルメを破ってサスペンションのセットアップ変更をしたため、決勝はピットレーンからスタート[19][20]
- ^3 - ライコネンは予選終了後のフロントウイングのたわみテストがテクニカルレギュレーションに違反したため予選失格となり、決勝はピットレーンからスタート[21][22]
- ^4 - ガスリーはFP2で重量測定を無視したため、決勝はピットレーンからスタート[23][11]。その後、6戦以内のギアボックス交換により5グリッド降格[24]、Q1で燃料質量流量が規定の100kg/hを超えていたため失格となり[25][14]、予選終了後にパルクフェルメを破ってSECU（エンジンコンピューター）のパラメーターを調整したが、ピットレーンスタートが決まっているので変動なし[26][27]

## 決勝

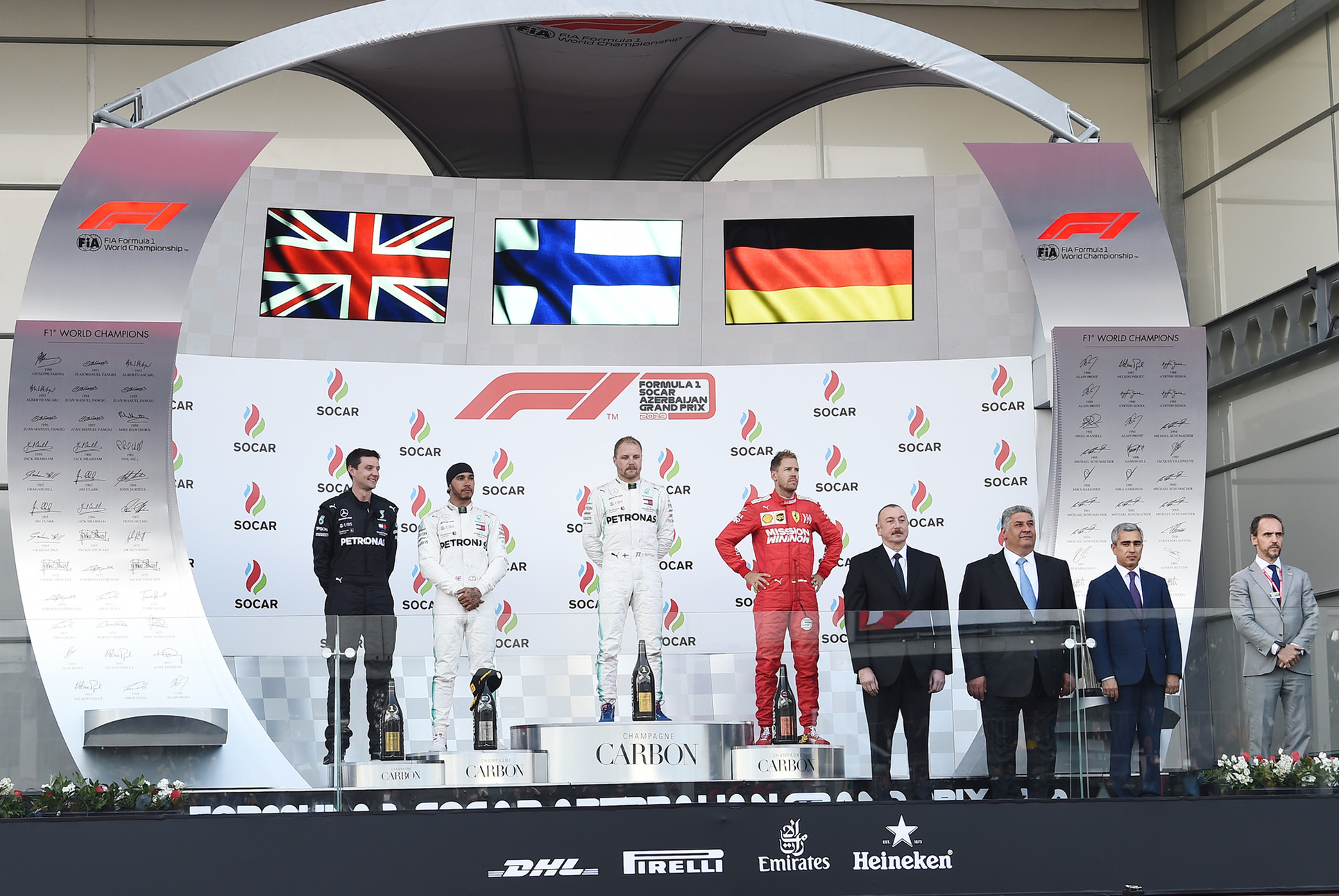
Podium

2019年4月28日 16:10 AZT(UTC+4)
バルテリ・ボッタスがポール・トゥ・ウィンで今季2勝目を挙げた。ルイス・ハミルトンも2位に続き、2014年にエンジンがパワーユニットになって以来圧倒的な成績を残しているメルセデスがF1史上初の開幕から4戦連続のワンツーフィニッシュを達成。セバスチャン・ベッテルは3位表彰台を獲得。4位にマックス・フェルスタッペン、シャルル・ルクレールは5位だったが、ファステストラップを記録し1点を加算した。ピットレーンスタートのピエール・ガスリーは6番手まで順位を上げるなど順調なレース展開であったが、終盤にクランクシャフトの故障によりリタイアに終わった。
ホンダ勢のダニール・クビアトは10番手を走行中、ルノーのダニエル・リカルドに巻き込まれる形で両者コースアウト。リカルドはコース復帰を急ぐあまり確認無しに後進し、後方にいたクビアトに衝突するというミスを犯し、両者はマシンを損傷させリタイア。クビアトは入賞のチャンスを奪われる形となった。また、リカルドはこのミスの代償として翌戦のスペインGPにて3グリッド降格とペナルティポイント2点加算処分を課せられることとなった。
ホンダPU搭載車は4台中1台しか入賞しなかったものの、トロ・ロッソのアレクサンダー・アルボンが最高速350Km/hオーバーを記録し、当レースにおいて最高速トップを記録した。

### 結果
| 順位    | No. | ドライバー                   | コンストラクター                   | 周回数 | タイム/リタイア原因 | Grid | Pts. |
| ------- | --- | ---------------------------- | ---------------------------------- | ------ | ------------------- | ---- | ---- |
| 1       | 77  | バルテリ・ボッタス           | メルセデス                         | 51     | 1:31:52.942         | 1    | 25   |
| 2       | 44  | ルイス・ハミルトン           | メルセデス                         | 51     | +1.524              | 2    | 18   |
| 3       | 5   | セバスチャン・ベッテル       | フェラーリ                         | 51     | +11.739             | 3    | 15   |
| 4       | 33  | マックス・フェルスタッペン   | レッドブル-ホンダ                  | 51     | +17.493             | 4    | 12   |
| 5       | 16  | シャルル・ルクレール         | フェラーリ                         | 51     | +1:09.107           | 8    | 11 1 |
| 6       | 11  | セルジオ・ペレス             | レーシング・ポイント-BWTメルセデス | 51     | +1:16.416           | 5    | 8    |
| 7       | 55  | カルロス・サインツ           | マクラーレン-ルノー                | 51     | +1:23.826           | 9    | 6    |
| 8       | 4   | ランド・ノリス               | マクラーレン-ルノー                | 51     | +1:40.268           | 7    | 4    |
| 9       | 18  | ランス・ストロール           | レーシング・ポイント-BWTメルセデス | 51     | +1:43.816           | 9    | 2    |
| 10      | 7   | キミ・ライコネン             | アルファロメオ-フェラーリ          | 50     | +1 Lap              | PL   | 1    |
| 11      | 23  | アレクサンダー・アルボン     | トロ・ロッソ-ホンダ                | 50     | +1 Lap              | 11   |      |
| 12      | 99  | アントニオ・ジョヴィナッツィ | アルファロメオ-フェラーリ          | 50     | +1 Lap              | 17   |      |
| 13      | 20  | ケビン・マグヌッセン         | ハース-フェラーリ                  | 50     | +1 Lap              | 12   |      |
| 14      | 27  | ニコ・ヒュルケンベルグ       | ルノー                             | 50     | +1 Lap              | 15   |      |
| 15      | 63  | ジョージ・ラッセル           | ウィリアムズ-メルセデス            | 49     | +2 Laps             | 16   |      |
| 16      | 88  | ロバート・クビサ             | ウィリアムズ-メルセデス            | 49     | +2 Laps             | PL   |      |
| Ret     | 10  | ピエール・ガスリー           | レッドブル-ホンダ                  | 38     | ドライブシャフト    | PL   |      |
| Ret     | 8   | ロマン・グロージャン         | ハース-フェラーリ                  | 38     | ブレーキ            | 14   |      |
| Ret     | 26  | ダニール・クビアト           | トロ・ロッソ-ホンダ                | 33     | 接触ダメージ        | 6    |      |
| Ret     | 3   | ダニエル・リカルド 2         | ルノー                             | 31     | 接触ダメージ        | 10   |      |
| ソース: |     |                              |                                    |        |                     |      |      |

ファステストラップ
- シャルル・ルクレール - 1:43.009（50周目）

ラップリーダー
- 1-11=ボッタス、12=ハミルトン、13-31=ルクレール、32-51=ボッタス

追記
- ^1 - ファステストラップの1点を含む
- ^2 - リカルドは31周目のターン4にあるランオフエリアでリバースギアを使って後進した際にクビアトと接触し、後にリタイアさせたため、次戦スペインGPでの3グリッド降格と、ペナルティポイントに2点が加算された（合計2点）[32][33]

## 第4戦終了時点のランキング
|         | 順位 | ドライバー                 | ポイント |
| ------- | ---- | -------------------------- | -------- |
| 1       | 1    | バルテリ・ボッタス         | 87       |
| 1       | 2    | ルイス・ハミルトン         | 86       |
| 1       | 3    | セバスチャン・ベッテル     | 52       |
| 1       | 4    | マックス・フェルスタッペン | 51       |
|         | 5    | シャルル・ルクレール       | 47       |
| ソース: |      |                            |          |

|         | 順位 | コンストラクター                   | ポイント |
| ------- | ---- | ---------------------------------- | -------- |
|         | 1    | メルセデス                         | 173      |
|         | 2    | フェラーリ                         | 99       |
|         | 3    | レッドブル-ホンダ                  | 64       |
| 3       | 4    | マクラーレン-ルノー                | 18       |
| 3       | 5    | レーシング・ポイント-BWTメルセデス | 17       |
| ソース: |      |                                    |          |

- 注：[注 2]